# Раухвергер, Константин
Константин Раухвергер (4 мая 1953) — советский и узбекистанский футболист, защитник и полузащитник.

## Биография
Полных сведений о выступлениях футболиста в советский период нет[уточнить]. В 1977—1980 годах выступал во второй лиге СССР за «Зарафшан» (Навои), провёл 127 матчей. В 1982 году играл за команду «Шахта Эстония» (Кохтла-Ярве) в чемпионате Эстонской ССР среди КФК и стал серебряным призёром турнира. В 1983 году перешёл во вновь созданную команду мастеров ШВСМ, позже переименованную в «Спорт» (Таллин) и выступал за неё следующие четыре сезона, сыграв 101 матч во второй лиге СССР.
В 1992—1993 годах играл за клуб «ФМФ-90»/«Николь» (Таллин) в высшем дивизионе Эстонии, провёл 19 матчей и забил один гол. Стал двукратным бронзовым призёром чемпионата Эстонии (1992, 1992/93).
Дальнейшая судьба неизвестна.